# Youssef Al-Suwayed
Youssef Al-Suwayed (20 settembre 1958) è un ex calciatore kuwaitiano, di ruolo centrocampista.